# マー川

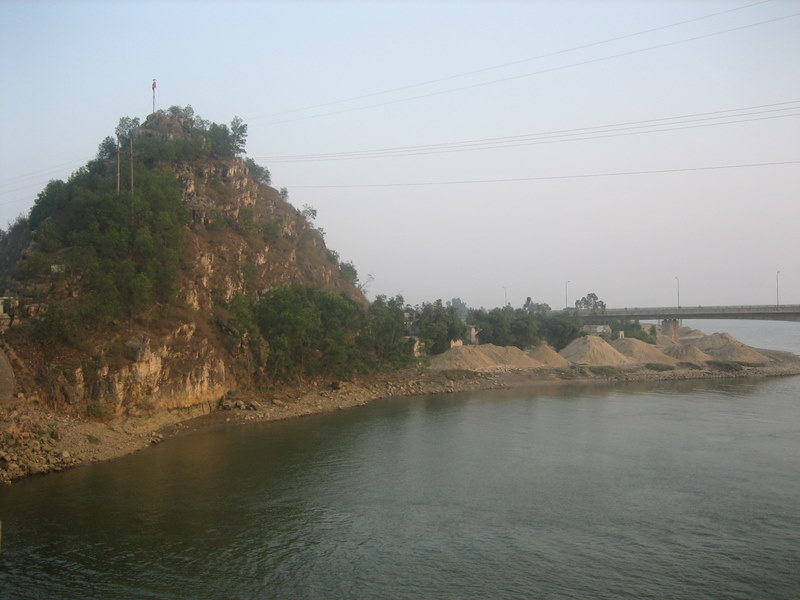
ベトナム、タインホア市のマー川

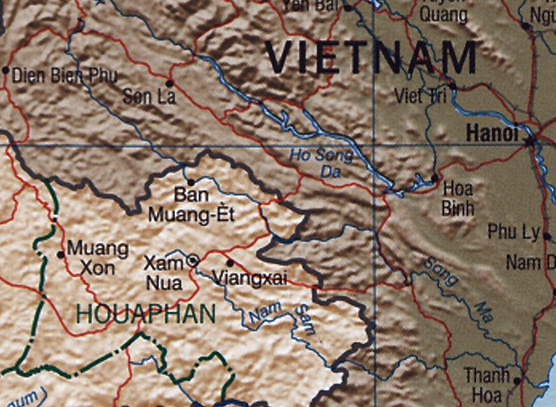
マー川

マー川（ベトナム語：Sông Mã / 瀧馬、ラーオ語：ນ້ຳມ້າ / Nam Ma ）はベトナム北西部が源流の川である。 全長は400km。ベトナムを水源とし、ラオス領内を流れたあと、再びベトナム領内に入り、トンキン湾で海に注ぐ。
マー川の主な支流は、 チュー川 （ラオ語の呼称はナムサム川）、ブイ川、およびクチャイ川である。 これらの河川全てがベトナム北中部のタインホア省でマー川に合流する。
またマー川は、ベトナムで3番目に大きいマー川デルタ（タインホアデルタとも呼ばれる）を形成している。
マー川デルタはかつてはベトナム南部の辺境ともいえる所と近接していた。 紀元前2世紀の南越統治下にある2つの地域（チューチャンと呼ばれる）の中核をなした。